# 克里斯·布魯克斯
克里斯·布魯克斯（英語：Chris Brooks；1986年12月19日—）是一位美國體操運動員。他的父親也是一位體操運動員。他曾参加2016年夏季奥林匹克运动会。2017年8月17日，他正式宣布退役。